# مارمولک‌ریختان
مارمولک‌ریختان یا مارمولک‌سانیان (نام علمی: Anguimorpha) نام یک زیرراسته از راسته پولک‌داران است.